# راونهايم
راونهايم (بالألمانية: Raunheim) هي Gemarkung، مدينة وبلدة ألمانية تقع في ألمانيا في غروس-غيراو. يقدر عدد سكانها بـ 14,215 نسمة .

## المدن التوأمة
مدن Le Teil و تروفاريلو هي مدن توأمة لـراونهايم.